# エリスバーグ
エリスバーグ (Elysburg) は、アメリカ合衆国ペンシルベニア州ノーサンバーランド郡にある町である。2010年時点の人口は2,194人。世界的に有名な2基の木製ジェットコースターや鋼製のインパルスなどを持つ巨大遊園地ノエベルス・アミューズメント・リゾートがある。

## 地理
エリスバーグは北緯40度51分50秒、西経76度33分8秒にある。アメリカ国勢調査局によると、エリスバーグの総面積は7.6 km2で、すべて陸地であり、水に覆われている地域はない。

## 人口
2000年の国勢調査によると、エリスバーグの人口は2,067人であり、866世帯、593家族が居住している。人口密度は1平方キロメートルあたり273.3人である。909軒の家があり、1平方キロメートルあたり120.2軒の家が建っている。町の人種構成は、99.37%が白人、0.15%が黒人ないしアフリカ系アメリカ人、0.05%がアメリカ先住民、0.24%がアジア人、0.00%が太平洋諸島系、0.00%がその他の人種であり、0.19%は混血である。人口の0.44%はラテン系である。
全世帯の29.9%には18歳未満の子供が同居しており、60.5%は夫婦で一緒に生活している。8.0%は夫のいない女性が世帯主であり、30.6%は独身である。全世帯の28.0%は一人暮らしであり、15.6%が65歳以上である。平均世帯人数は2.35人、平均家族人数は2.86人である。
エリスバーグの人口は、22.4%が18歳未満、18歳以上24歳以下が4.0%、25歳以上44歳以下が24.8%、45歳以上64歳以下が25.7%、65歳以上が23.1%である。年齢の中央値は44歳である。女性100人に対して男性は90.2人であり、18歳以上の100人の女性に対して男性は84.7人である。
町の1世帯あたりの平均収入は37,167ドルであり、1家族あたりの平均収入は56,815ドルである。男性の平均収入が45,507ドルに対し、女性の平均収入は31,985ドルである。1人あたりの収入は20,897ドルである。人口の9.0%（全家族の4.6%）が極貧層である。18歳以下の住民の9.5%、65歳以上の住民の10.0%は貧しい生活を送っている。